# L'invasione degli Space Invaders
L'invasione degli Space Invaders (Invasion of the Space Invaders) è un libro dello scrittore inglese Martin Amis. Pubblicato per la prima volta in lingua originale nel 1982 e tradotto in tredici lingue, è stato pubblicato per la prima volta in lingua italiana nel 2013 dalla casa editrice Isbn.

## Contenuto
Nella prima parte del saggio, tutto raccontato in prima persona dall'autore, Amis narra del suo incontro con i primi videogiochi cabinati da bar e del suo innamoramento per essi. Nella seconda parte presenta alcuni dei videogame più noti degli anni Ottanta del XX secolo. Nella terza parte Amis analizza l'evoluzione dei giochi elettronici con la nascita delle prime console.

## Capitoli
- Prima parte
  - L'invasione degli Space Invaders
  - L'algebra del bisogno
  - Improvvisamente un'estate
  - L'ultima ondata
  - Mostri con gli occhi da insetto
  - Facciamo i nomi
  - Pestami ancora, Sam
  - Incubi spaziali
  - Senza via di scampo
  - Voci che girano
  - Lezioni di informatica
  - L'exploit televisivo
  - Fine modalità mostro
  - Portatemi dal vostro capo
  - Ma come parli?
  - La generazione dello schermo vuoto

- Seconda parte
  - Space Invaders
  - Galaxian
  - Asteroids
  - Pac-Man
  - Defender
  - Scramble
  - Cosmic Alien
  - Lunar Lander
  - Battlezone
  - Missile Command
  - Gorf
  - Pleiads
  - Frogger
  - Centipede
  - Donkey Kong
  - Turbo
  - Video Hustler, Pro Golf, Dribbling
  - Tempest

- Terza parte
  - L'invasione della privacy
  - Videogiochi in tv: sparate le vostre cartucce
  - In mezzo a campi stranieri
  - Baby videogiochi: un computer al posto del sonaglio
  - Vita da re
  - La macchina morbida
  - Il cubo di Rubik
  - Gare spaziali: un video per due

Il libro contiene un'introduzione scritta dal regista Steven Spielberg e un breve glossario per spiegare alcuni termini specifici del gergo delle sale giochi.
Il testo è corredato da oltre 30 fotografie scattate negli anni Ottanta che mostrano persone impegnate a giocare ai videogiochi.

## Edizioni
- Martin Amis, L'invasione degli Space Invaders, traduzione di Federica Aceto, Isbn, 2013,  p. 185, ISBN 978-88-7638-448-6.